# エネサーブ
エネサーブ株式会社（英語名:ENESERVE CORPORATION）は、滋賀県大津市に本社を置く日本の企業。大和ハウス工業の完全子会社。

## 概要
1965年に創業者の深尾勲が関西電力から独立し設立した。
電気設備の保守点検業から始まり、1984年にA重油を燃料としたオンサイト発電事業に参画。A重油を燃料とした自家用発電機をビルや工場、スーパーマーケットなど、企業を中心とする顧客の敷地内に設置して電力や熱を供給し（コージェネレーション）、既存の電力会社より安い料金で電力を供給できるということをキャッチコピーに契約数を増やした。特に電力小売り事業が部分自由化した2000年以降に急成長。2000年8月にナスダック・ジャパンに上場、翌2001年8月には東証1部に上場する。
しかし、その後は2006年頃の原油価格高騰から発電コストがかさみ、安い料金での契約が負担になって業績が悪化、2007年3月期の経常損益を217億の赤字と下方修正し、オンサイト発電事業からの撤退を発表する。さらに希望退職を募るなどリストラを進めた。
2007年5月には大和ハウス工業へ支援を求め、同社の連結子会社となる。さらに2008年11月には完全子会社となったため上場を廃止し、深尾も経営から退いた。その後は電気設備の保守点検や電力小売りビジネス、省エネルギービジネスを主体に事業活動を行っている。

## 沿革
- 1965年（昭和40年）12月 - 深尾勲により関西精密計測株式会社として設立。
- 1973年（昭和48年）2月 - 商号を日本精密計測株式会社に変更。
- 1984年（昭和59年）5月 - 自家用発電機の販売を開始。
- 1987年（昭和62年）8月 - 福岡県嘉穂郡桂川町に天道工場を新設し、自家用発電機の製造を開始。
- 1991年（平成3年）6月 - 商号を株式会社セーミツに変更。
- 1997年（平成9年）4月 - 商号をエネサーブ株式会社に変更。
- 2000年（平成12年）8月 - ナスダック・ジャパン（現・ヘラクレス）に上場。
- 2001年（平成13年）8月 - 東京証券取引所第一部に上場。
- 2007年（平成19年）5月 - 大和ハウス工業の連結子会社となる。
- 2008年（平成20年）11月 - 大和ハウス工業の完全子会社となり、上場廃止。